# Rasa de Mas de l'Hort
La Rasa de Mas de l'Hort és un torrent afluent per l'esquerra de la Riera de Vallmanya, al Solsonès.

## Municipis per on passa
El curs de la Rasa de Mas de l'Hort transcorre íntegrament pel terme municipal de Pinós.

## Xarxa hidrogràfica
La xarxa hidrogràfica de la Rasa de Mas de l'Hort està constituïda per 10 cursos fluvials que sumen una longitud total de 4.083 m.

### Distribució municipal
El conjunt de la seva xarxa hidrogràfica transcorre íntegrament pel terme municipal de Pinós.